# Cấp chính quốc gia (Trung Quốc)
Chức vị chính cấp quốc gia (chữ Trung giản thể: 国家级正职, chữ Trung phồn thể: 國家級正職, Hán - Việt: Quốc gia cấp chính chức), tên gọi phổ thông là cấp chính quốc gia (正国级), là thứ bậc cao nhất mà xếp đặt theo thứ tự thứ bậc chức vụ của nhân viên công vụ nước Cộng hoà Nhân dân Trung Hoa. Chức vụ của chức vị chính cấp quốc gia bao gồm toàn thể Ủy viên Ủy ban Thường vụ Bộ Chính trị Trung ương Đảng Cộng sản Trung Quốc lấy Tổng Bí thư Ủy ban Trung ương Đảng Cộng sản Trung Quốc làm người đứng đầu.
Chức vị chính cấp quốc gia tương đương với thứ bậc nguyên thủ quốc gia và người đứng đầu chính phủ.
Ngoại trừ chức vụ Tổng Bí thư Ủy ban Trung ương Đảng Cộng sản Trung Quốc chiếu theo "Điều lệ Đảng Cộng sản Trung Quốc" quy định cần phải do toàn thể Ủy viên Ủy ban Thường vụ Bộ Chính trị Trung ương Đảng Cộng sản Trung Quốc tuyển cử ra, thì chức vụ Thủ tướng Quốc vụ viện Trung Quốc ở các nhiệm kì trong quá khứ tất cả đều do Ủy viên Ủy ban Thường vụ Bộ Chính trị Trung ương Đảng Cộng sản Trung Quốc đảm nhiệm, chức vụ Chủ tịch nước Cộng hoà Nhân dân Trung Hoa, chức vụ Chủ tịch Ủy ban Quân sự Trung ương Đảng Cộng sản Trung Quốc, chức vụ Chủ tịch Ủy ban Quân sự Trung ương nước Cộng hoà Nhân dân Trung Hoa, chức vụ Ủy viên trưởng Ủy ban Thường vụ Đại hội đại biểu nhân dân toàn quốc nước Cộng hoà Nhân dân Trung Hoa và chức vụ Chủ tịch Ủy ban Toàn quốc Hội nghị Hiệp thương Chính trị Nhân dân Trung Quốc đa số cũng do Ủy viên Ủy ban Thường vụ Bộ Chính trị Trung ương Đảng Cộng sản Trung Quốc đảm nhiệm, toàn bộ 8 chức vụ này đều thuộc về chức vị chính cấp quốc gia.

## Thứ tự thứ bậc chức vị chính cấp quốc gia

### Thứ tự thứ bậc chức vị chính cấp quốc gia Cộng hoà Nhân dân Trung Hoa
1. Tổng Bí thư Ủy ban Trung ương Đảng Cộng sản Trung Quốc
2. Ủy viên Ủy ban Thường vụ Bộ Chính trị Trung ương Đảng Cộng sản Trung Quốc
3. Chủ tịch nước Cộng hoà Nhân dân Trung Hoa (tên gọi giản lược Chủ tịch Nhà nước Trung Quốc)
4. Ủy viên trưởng Ủy ban Thường vụ Đại hội đại biểu nhân dân toàn quốc nước Cộng hoà Nhân dân Trung Hoa
5. Thủ tướng Quốc vụ viện nước Cộng hoà Nhân dân Trung Hoa
6. Chủ tịch Ủy ban Toàn quốc Hội nghị Hiệp thương Chính trị Nhân dân Trung Quốc
7. Chủ tịch Ủy ban Quân sự Trung ương Đảng Cộng sản Trung Quốc
8. Chủ tịch Ủy ban Quân sự Trung ương nước Cộng hoà Nhân dân Trung Hoa

### Chức vị chính cấp quốc gia đã bị phế trừ
- Chủ tịch Ủy ban Trung ương Đảng Cộng sản Trung Quốc
- Phó Chủ tịch Ủy ban Trung ương Đảng Cộng sản Trung Quốc
- Tổng Bí thư Ban Bí thư Trung ương Đảng Cộng sản Trung Quốc

## Tính toán phân chức
Chức vụ hành chính là công chức nhà nước do cơ quan hành chính nhà nước lập ra và bố trí để cho thật thi quản lí hành chính. Nó bao gồm hai phương diện nội dung chức quyền và chức trách.
Thứ bậc hành chính về mặt nguyên tắc không có quan hệ với chức vụ ở bên trong đảng phái chính trị, nhưng mà về phương diện nhân viên chính phủ cấp địa phương đồng thời giữ chức Ủy viên Ủy ban Thường vụ cấp chính quốc gia của Đảng Cộng sản Trung Quốc, xét về thứ bậc được tính toán coi là cấp chính quốc gia.

## Người khác được hưởng đãi ngộ chính trị chức vị chính cấp quốc gia
- Chủ tịch danh dự nước Cộng hoà Nhân dân Trung Hoa: Tống Khánh Linh (lúc đó là đảng viên phổ thông Đảng Cộng sản Trung Quốc)
- Quyền Chủ tịch nước Cộng hoà Nhân dân Trung Hoa: Đổng Tất Vũ (lúc đó là Ủy viên Bộ Chính trị Trung ương Đảng Cộng sản Trung Quốc)
- Phó Chủ tịch nước Cộng hoà Nhân dân Trung Hoa: 
  1. Tống Khánh Linh (lúc đó là đảng viên phi Đảng Cộng sản Trung Quốc)
  2. Đổng Tất Vũ
  3. Ô Lan Phu
  4. Vương Thần
  5. Vinh Nghị Nhân (lúc đó là đảng viên phổ thông Đảng Cộng sản Trung Quốc chưa công khai)
  6. Hồ Cẩm Đào (lúc đó là Ủy viên Bộ Chính trị Trung ương Đảng Cộng sản Trung Quốc)
  7. Tập Cận Bình (lúc đó là Ủy viên Bộ Chính trị Trung ương Đảng Cộng sản Trung Quốc)
  8. Vương Kì Sơn (Cựu Ủy viên Ủy ban Thường vụ Bộ Chính trị Trung ương Đảng Cộng sản Trung Quốc, lúc ấy giữ chức đảng viên phổ thông)
- Nguyên soái nước Cộng hoà Nhân dân Trung Hoa